# Mühlhäuser Stadtwald

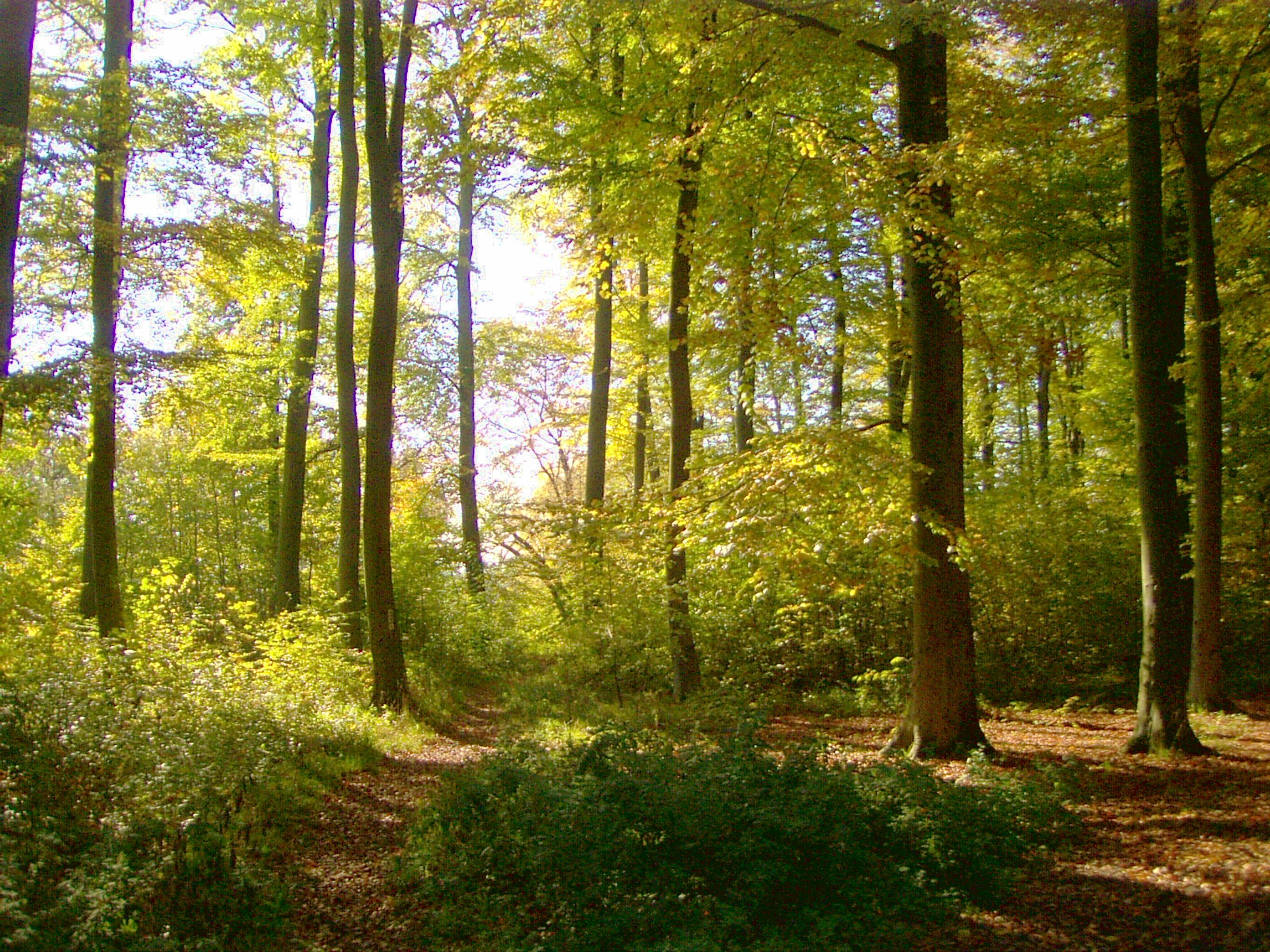
Strukturreicher Buchenmischwald am Waldschlösschen

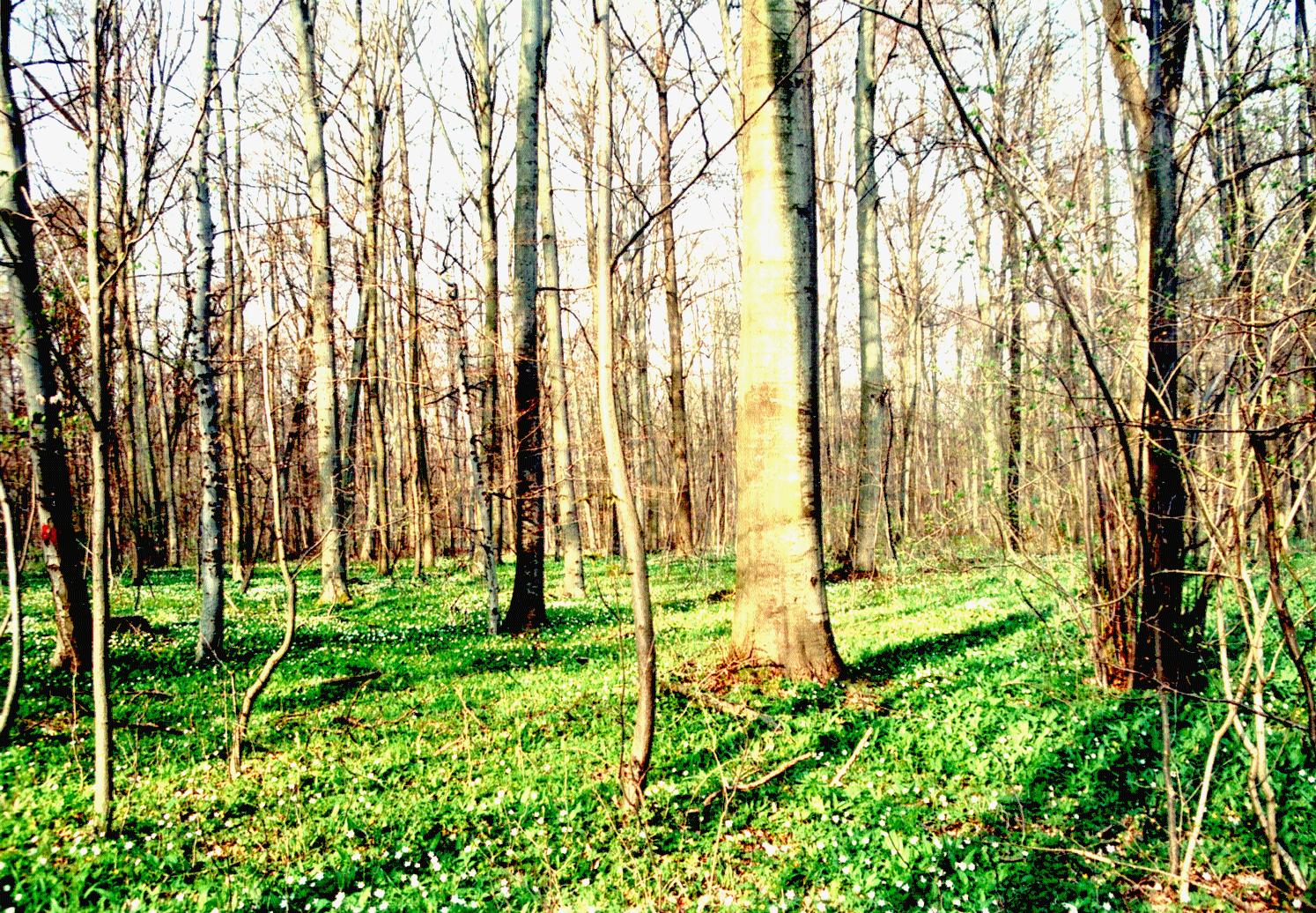
Plenterwald am Schmidtstein im Frühjahrsaspekt

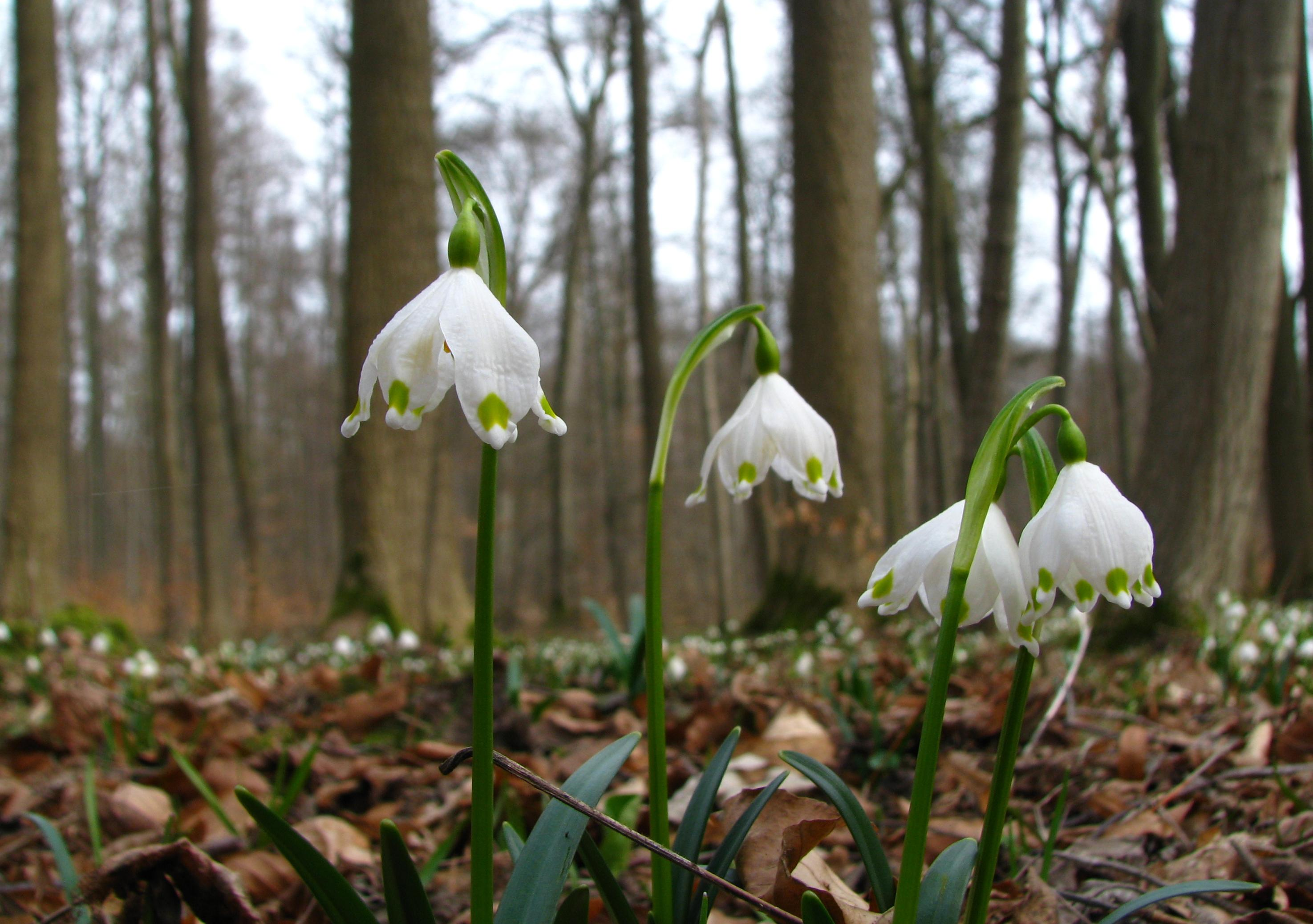
Märzenbecher im Mühlhäuser Stadtwald

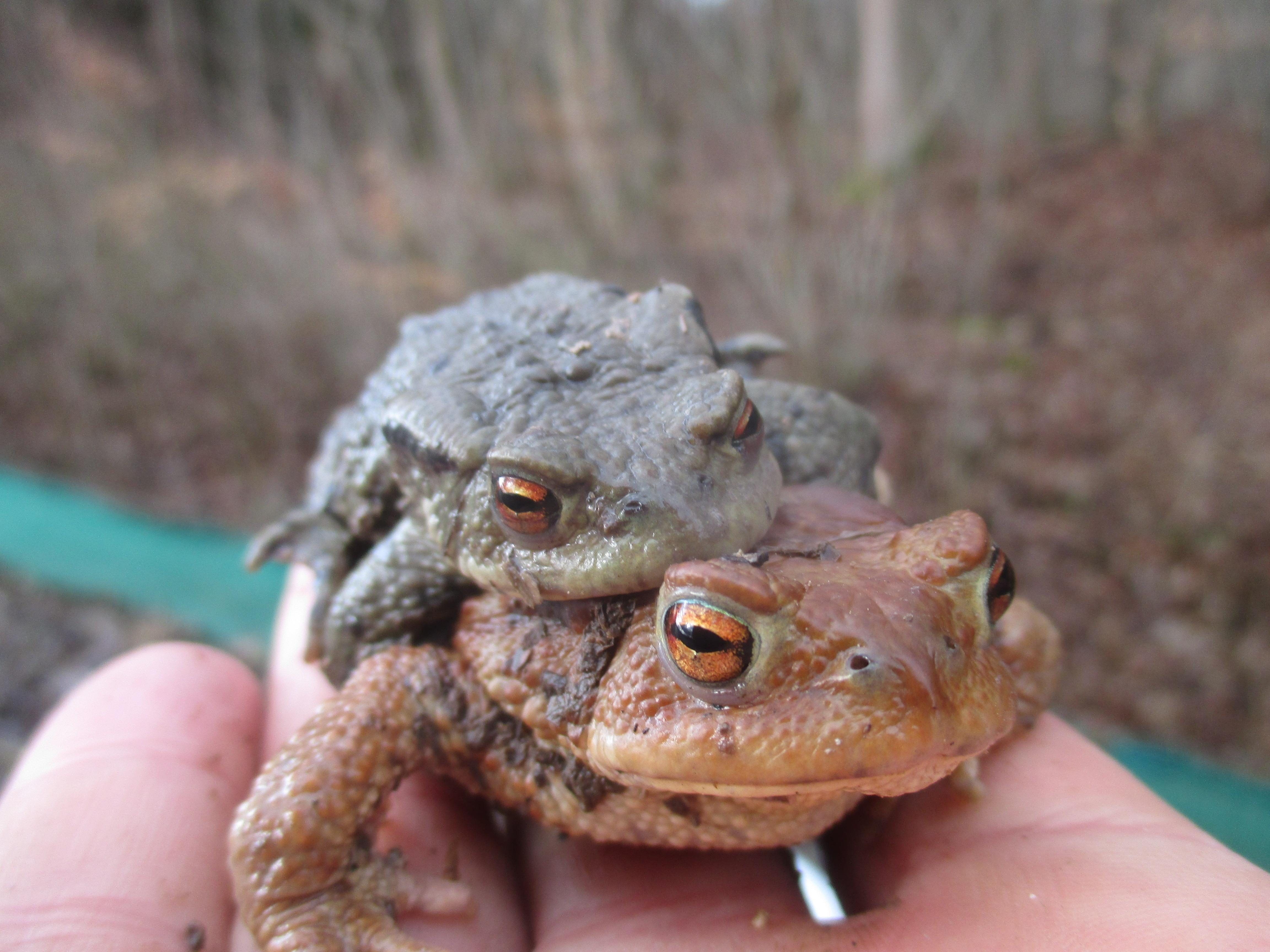
Erdkröten am Mühlhäuser Stadtwald. Im Hintergrund: Mobiler Krötenzaun.

Der Mühlhäuser Stadtwald im weiteren Sinne ist mit 3093 ha Waldfläche der größte Kommunalwald im Freistaat Thüringen. Im engeren Sinn handelt es sich um ein namentlich so gekennzeichnetes Waldgebiet am Nordrand des Hainich.

## Ausdehnung
Er umfasst den Waldbesitz der Kreisstadt Mühlhausen/Thüringen und setzt sich aus den Waldungen im Nordhainich zwischen Mühlhausen und Eigenrieden, am Kühmstedter Berg bei Horsmar, dem Schalcherode, dem Rosenhagen bei Beberstedt, weiten Teilen der Mühlhäuser Hardt, dem Forstberg, dem Reiserschen Hagen und langen Abschnitten des Mühlhäuser Landgrabens zusammen.
Beim Mühlhäuser Stadtwald im engeren Sinne handelt es sich um Stiftswaldungen der ehemaligen städtischen Hospitäler, die Bürgerhauung für den Brennholzbedarf der Mühlhäuser Bürgerschaft sowie um die Waldungen des in Mühlhausen ansässigen Deutschen Ritterordens, die von der ehemaligen Freien Reichsstadt 1534 gepachtet und 1599 aufgekauft wurden. Als Eckpunkte des in etwa quadratischen Mühlhäuser Stadtwaldes in diesem Sinne können die „Holzecke“ im Nordosten, der Spittelbrunnen im Südosten, die Sellmannhütte im Südwesten und die Gerberhütte im Nordwesten angesehen werden.

## Waldbestand
Überwiegend handelt es sich um Buchenmischwälder eutropher und basenreicher Standorte über Muschelkalk und Löß. Nadelholz spielt eine untergeordnete Rolle und findet sich vorwiegend westlich von Pfafferode, am Forstberg und im Schneidertal am Mühlhäuser Landgraben, wo im 19. Jahrhundert ehemalige Schafhutungen aufgeforstet wurden. Zu den aufgeforsteten Flächen gehört auch die Weite Lücke, eine alte Waldrodung am Westrand von Mühlhausen. Die Buchenmischwälder im Mühlhäuser Stadtwald entstammen langjähriger Mittelwald- und darauf folgender Hochwald-Bewirtschaftung. Im nördlichen Hainich werden sie nach Einbeziehung in das Naturwaldreservat Hainich in Buchen-Plenterwälder überführt.
Hauptbaumart ist die Rotbuche, gefolgt von den Vorwaldarten Esche und Bergahorn, die vor allem in jüngeren Beständen in großen Anteilen beigemischt sind. Alte Eichen entstammen ehemaligen Mittelwäldern und werden schrittweise herausgenommen. Eichen-Neupflanzungen wurden in den trockeneren und wärmeren Bereichen des Mühlhäuser Stadtwaldes angelegt, wo die Eiche von Natur aus konkurrenzkräftig ist.
Ausgedehnte Schluchtwälder befinden sich im Steingraben am Südrand des Mühlhäuser Stadtwaldes, einem der unter Wald gelegenen Trockentäler der Muschelkalkumrahmung des Thüringer Beckens.

## Fauna
Folgende große einheimische Säugetierarten sind aktuell nachgewiesen: Reh, Wildschwein, Dachs, Rotfuchs, Stein- und Baummarder, Feldhase sowie Wildkatze. Die nicht einheimischen Damhirsche und Waschbären kommen ebenfalls vor. Der Mühlhäuser Stadtwald zählt zu den Streifgebieten des Rothirschs und seit 2013 auch wieder des Luchses. Zu den seltenen Brutvogelarten zählt die Waldschnepfe. Im Bereich großer Nadelholzbestände kommen Schwarzspecht und Habicht vor.
Der Ostteil des Mühlhäuser Stadtwaldes beherbergt einen großen Teil der Erdkröten-Population des Mühlhäuser Thomasteichs. Die Hinwanderung zu diesem 2 bis 3 km entfernten Laichgewässer erfolgt jedes Jahr im März und April. Beim Überqueren der Straße am Stadtwald wurden dabei jedes Mal zahlreiche Individuen von Autos überfahren. Stationäre und mobile Querungshilfen vermindern jetzt die Verluste an Individuen durch den Straßenverkehr. Der Mühlhäuser Stadtwald ist zwar arm an stehenden Gewässern. In zeitweise mit Wasser gefüllten Fahrzeugspuren finden sich jedoch regelmäßig zahlreiche Bergmolche.

## Sehenswürdigkeiten

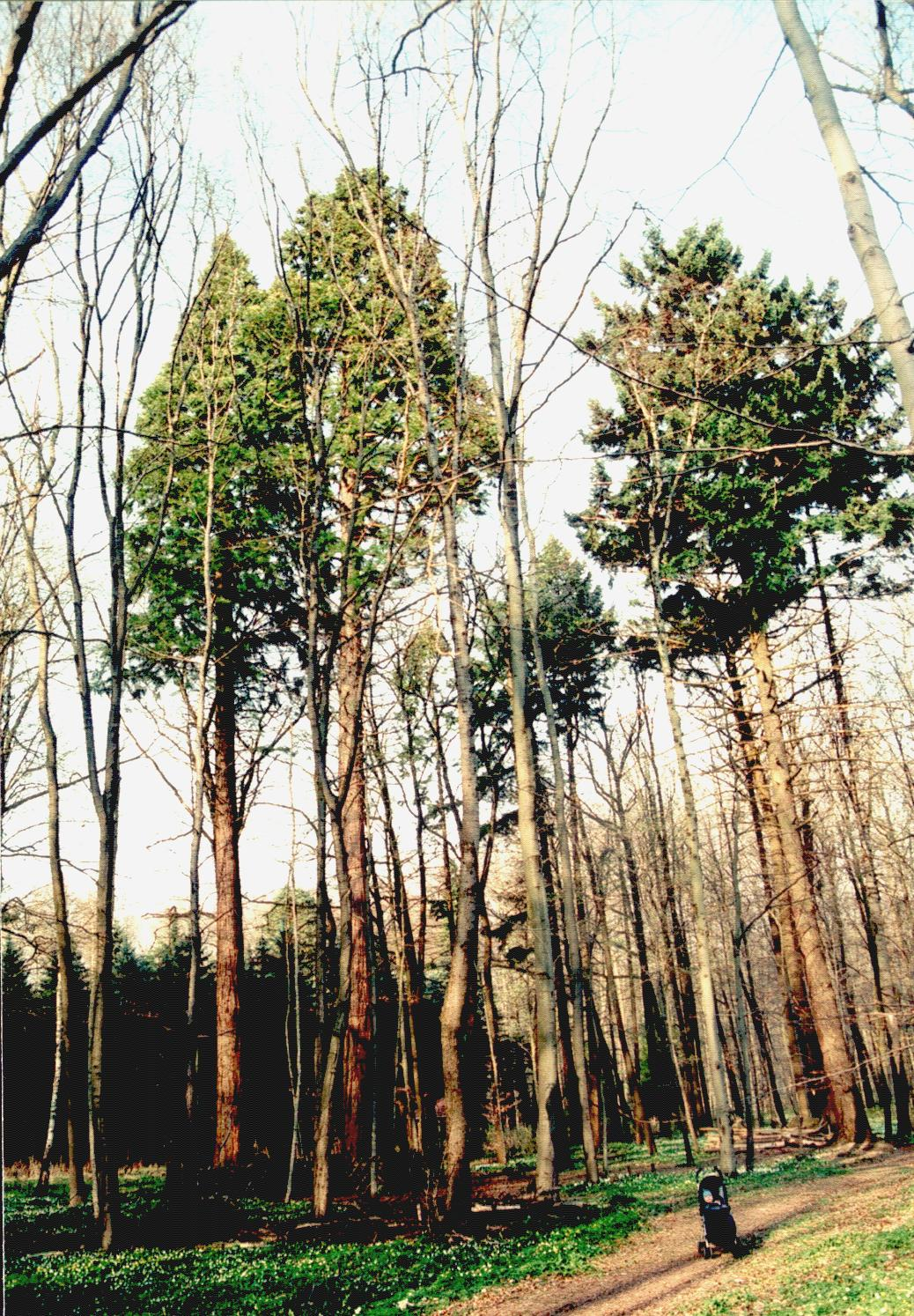
Die Mammutbäume: Ein beliebtes Ausflugsziel der Mühlhäuser in ihrem Stadtwald

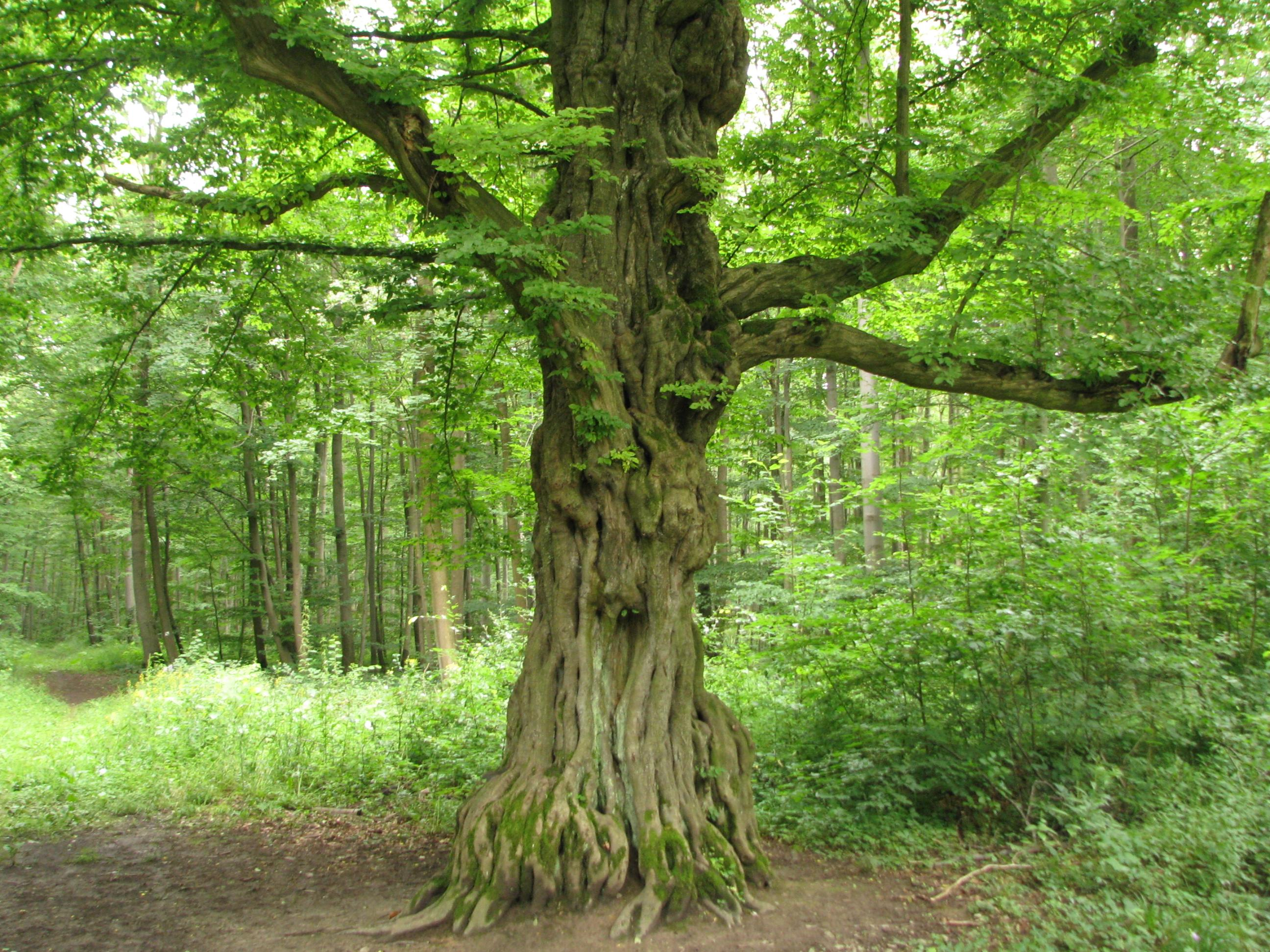
Die Korpusbuche, eine alte Hainbuche im Mühlhäuser Stadtwald

Der Mühlhäuser Stadtwald ist eines der ältesten und wichtigsten Naherholungsgebiete von Mühlhausen/Thüringen. Die Waldungen sind daher intensiv mit ausgeschilderten Wanderwegen erschlossen, die entlang der schachbrettartig angelegten Forststraßen oder auf eigens angelegten schmalen Fußpfaden zu den verschiedenen Attraktionen und Vesperhütten führen.

### Mammutbäume im Stadtwald
Dazu zählen die 1884 vom damaligen Oberförster Eduard Brehme gepflanzten Mammutbäume (Sequoiadendron giganteum) im Westen, die wahrscheinlich höchsten Berg-Mammutbäume Thüringens, deren stärkster 2008 einen Umfang von 412 cm aufwies und 2018 von 440 cm. Ihr Dickenwachstum ist somit als bedeutend einzustufen und noch nicht abgeschlossen. Die Höhe der Bäume wurde 2012 offiziell gemessen. Die Bäume zählen mit einer Höhe von 43 m zu den höchsten im Mühlhäuser Stadtwald.

### Beeindruckendes
Ebenso beeindruckend sind die Korpusbuche, eine als Naturdenkmal geschützte und etwa 400 Jahre alte Hainbuche mit striemiger Borke im Zentrum, ein Märzenbechervorkommen unweit nördlich des Weißen Hauses sowie der Spittelbrunnen im Süden, ein mit Muschelkalkquadern gefasster Hungerbrunnen. Er hat seinen Namen von dem ehemaligen Dorf Spudelborn, das bereits im 13. Jahrhundert aufgegeben wurde.

### Denkmäler
Im Mühlhäuser Stadtwald befinden sich auch mehrere Denkmäler für verdiente Bürger der Stadt sowie die Ruinen der von der Sowjetarmee 1947 gesprengten ehemaligen Gerätebau GmbH, eines inmitten des Waldes versteckt liegenden Rüstungsbetriebs. Dort waren während des Zweiten Weltkriegs auch Polen und Ukrainer sowie bis zu 692 weibliche Häftlinge des Außenlagers Martha II des KZ Buchenwald zur Zwangsarbeit eingesetzt. Zerborstener Beton, Asphaltwege und Ziersträucher sind auf einer Fläche von 40 ha unter dem aufgekommenen Wald heute noch sichtbar. Ein mehr als 4 m hoher Stein aus Mühlhäuser Travertin erinnert am Waldrand südlich des Weißen Hauses an den ehemaligen Mühlhäuser Schuldirektor, Schriftsteller und Naturliebhaber Karl Wilhelm Osterwald (1820–1887).

## Bilder-Galerie

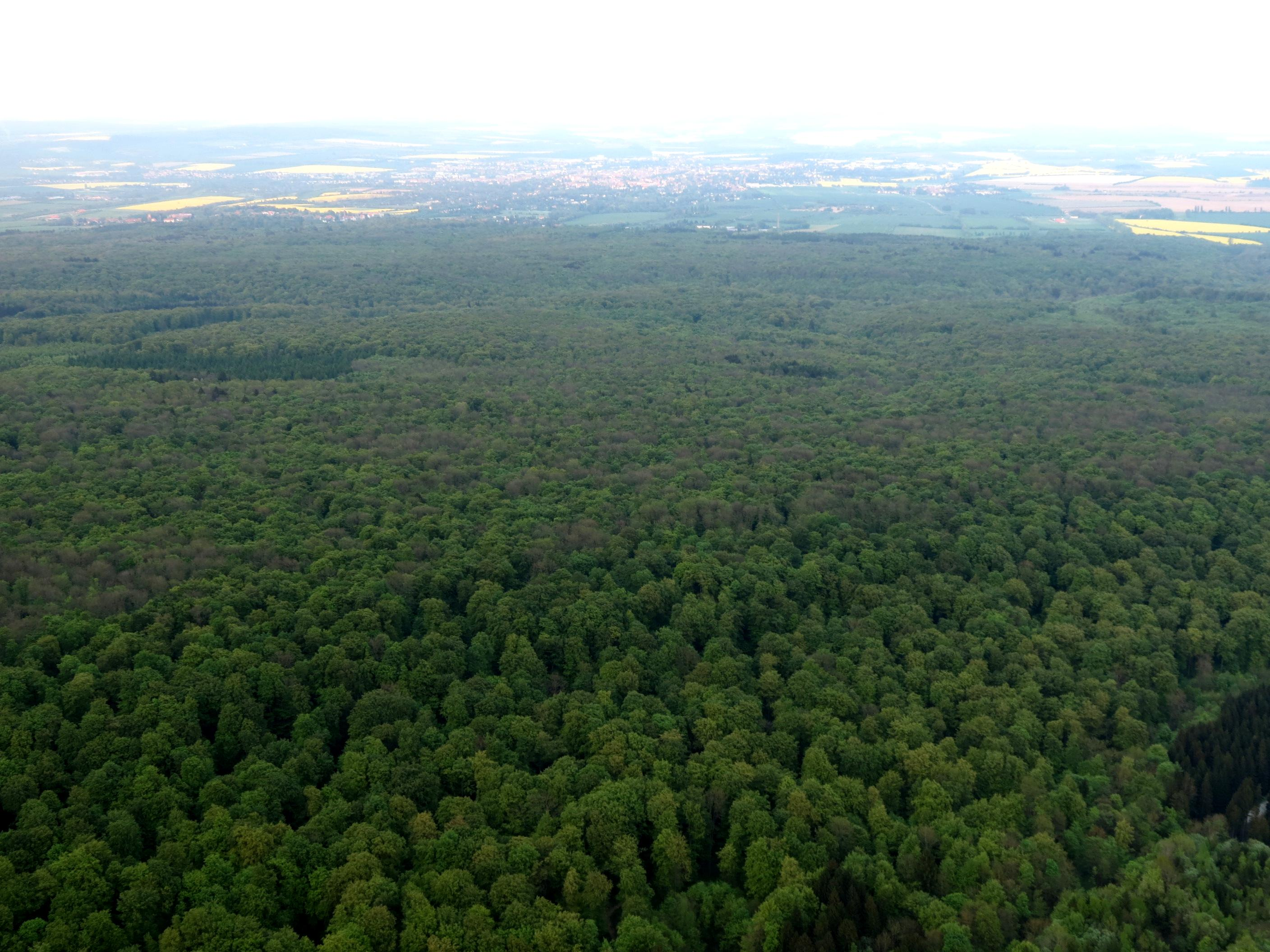
Der Mühlhäuser Stadtwald im Luftbild von Südwesten aus gesehen. Am Horizont die Stadt Mühlhausen
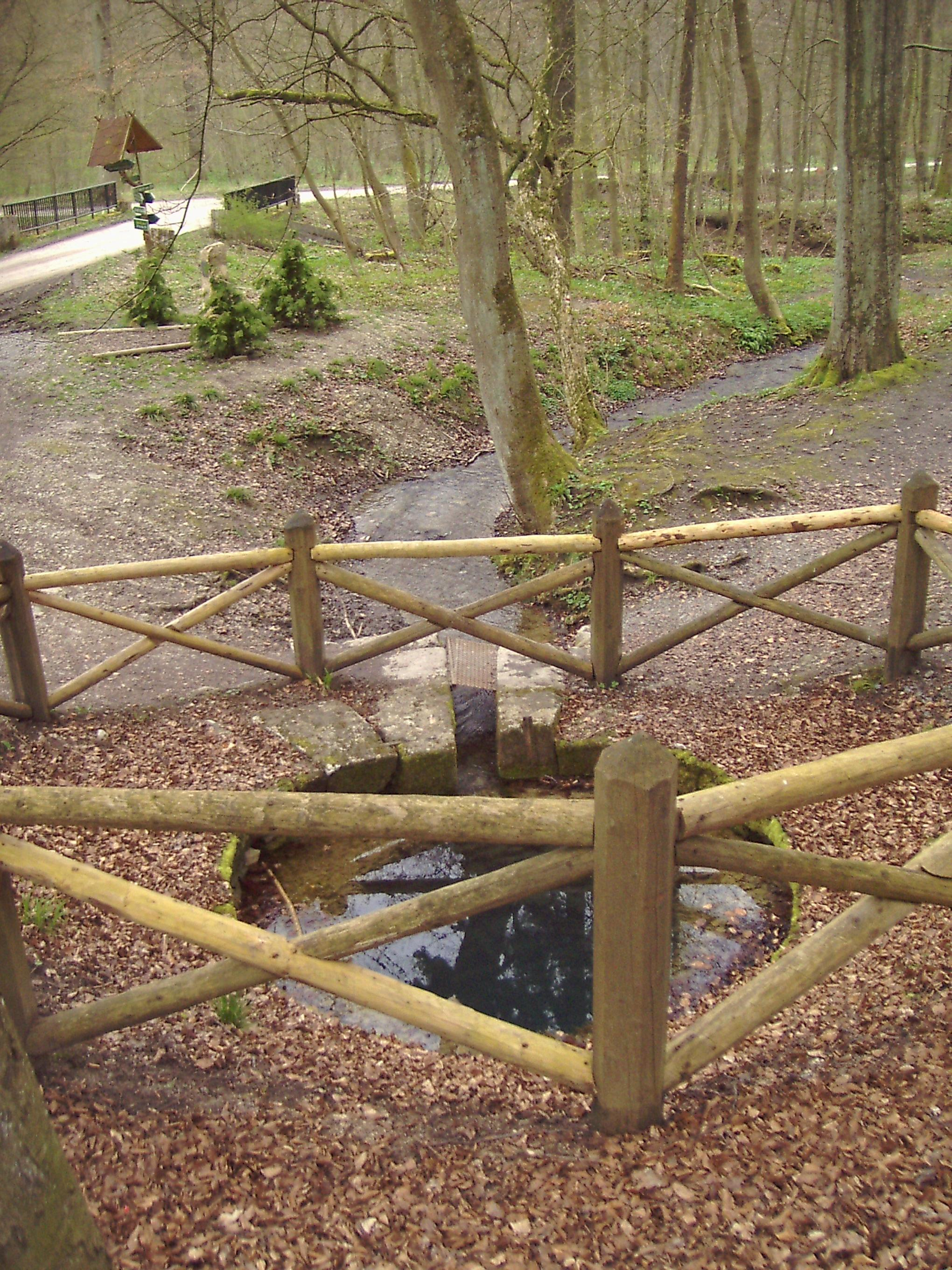
Ein seltener Anblick: Der Spittelbrunnen, ein Hungerbrunnen im Mühlhäuser Stadtwald, führt Wasser
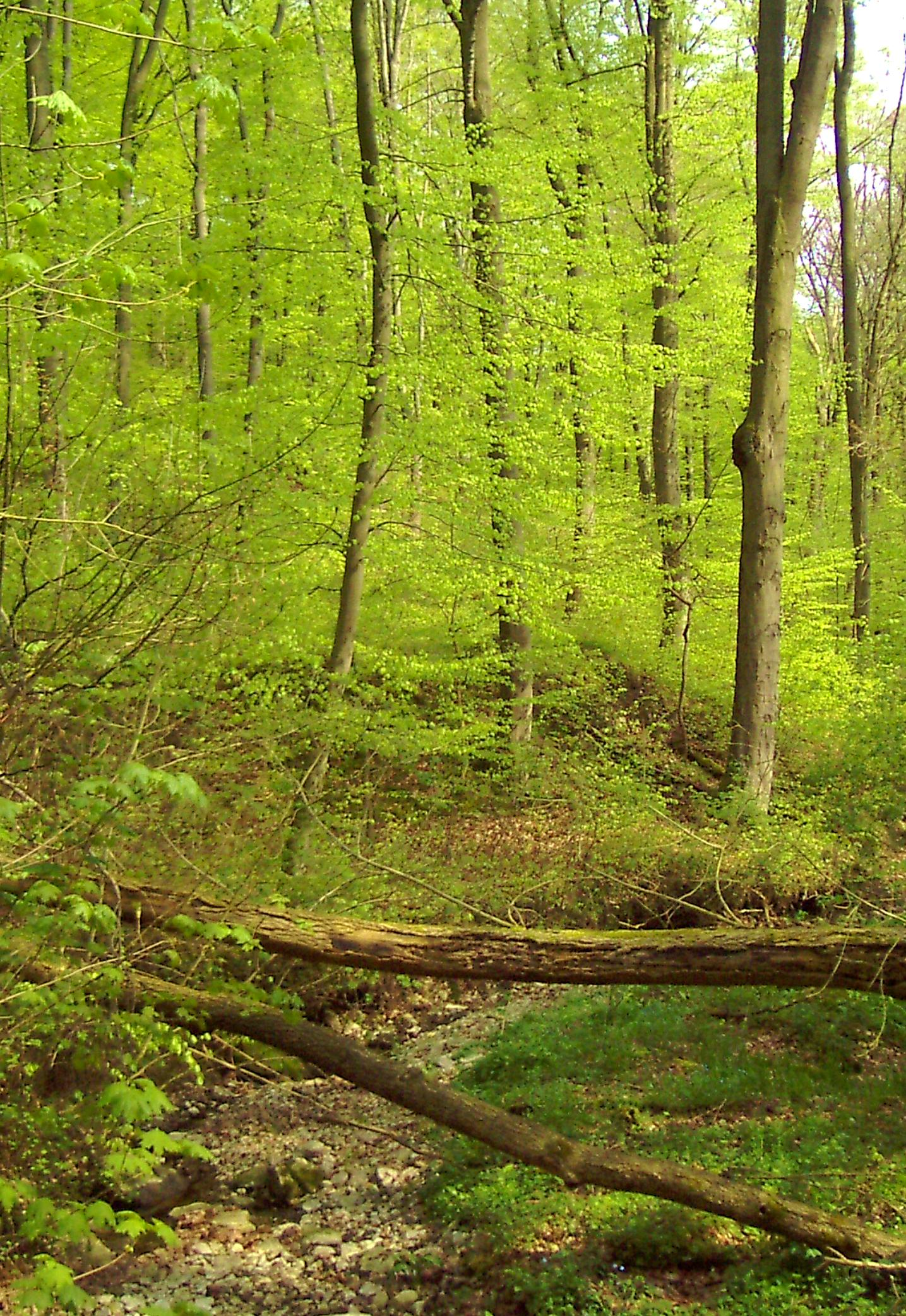
Der Große Steingraben: Schlucht im Mühlhäuser Stadtwald
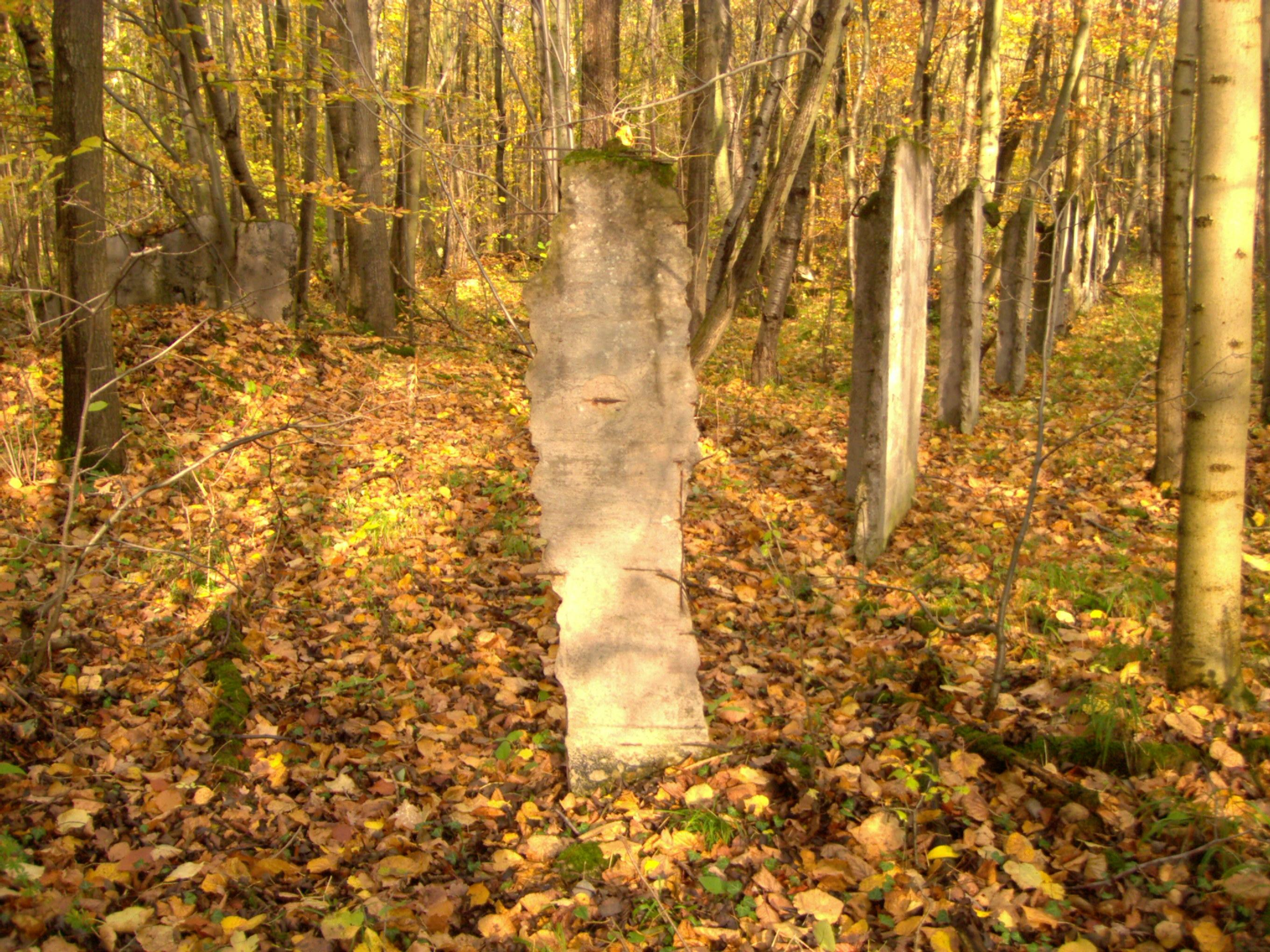
Reste der Betonmauer der Gerätebau GmbH im Oktober 2006
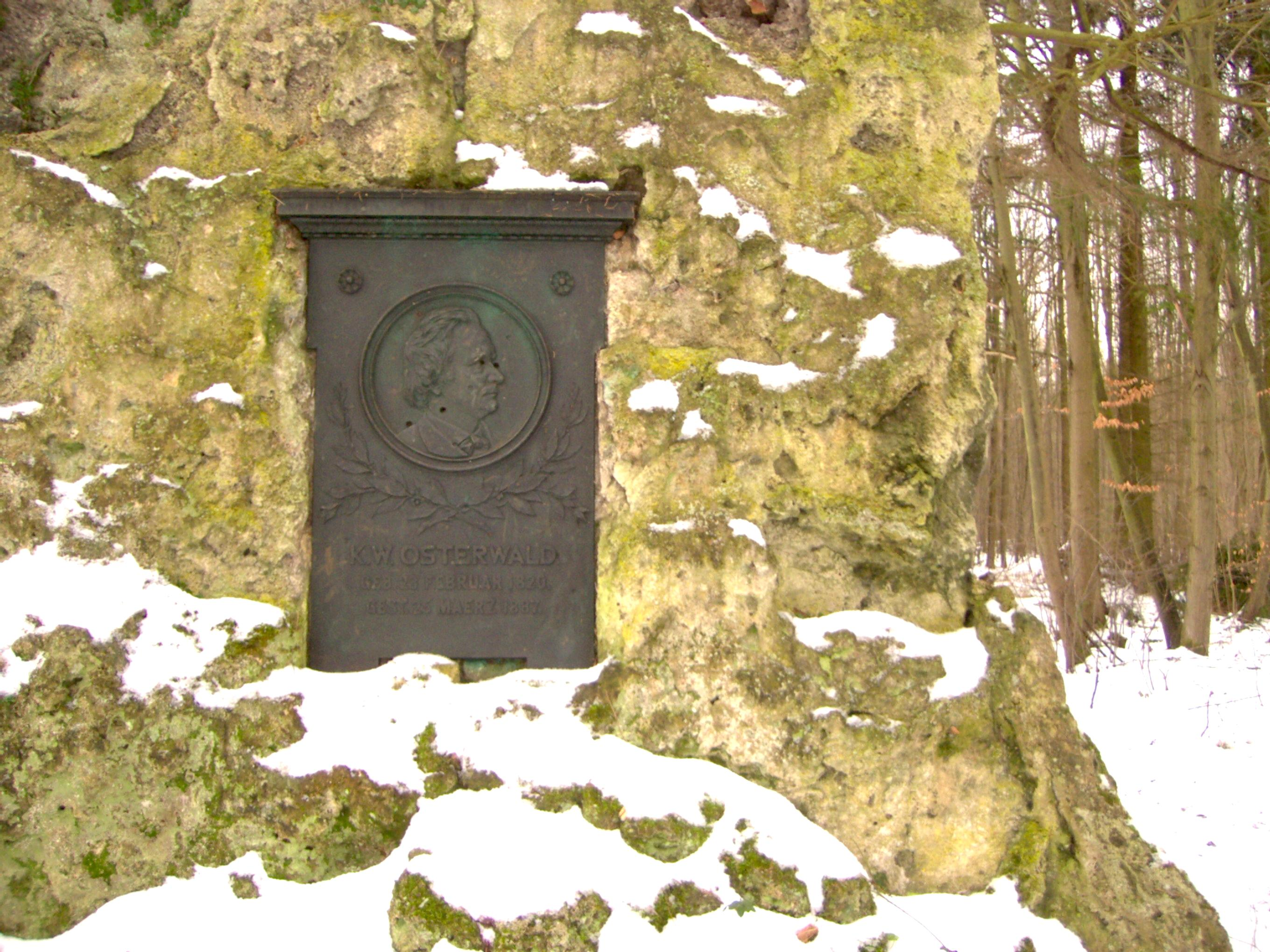
Osterwald-Denkmal am Weißen Haus

## Sonstiges

### Touristische Infrastruktur

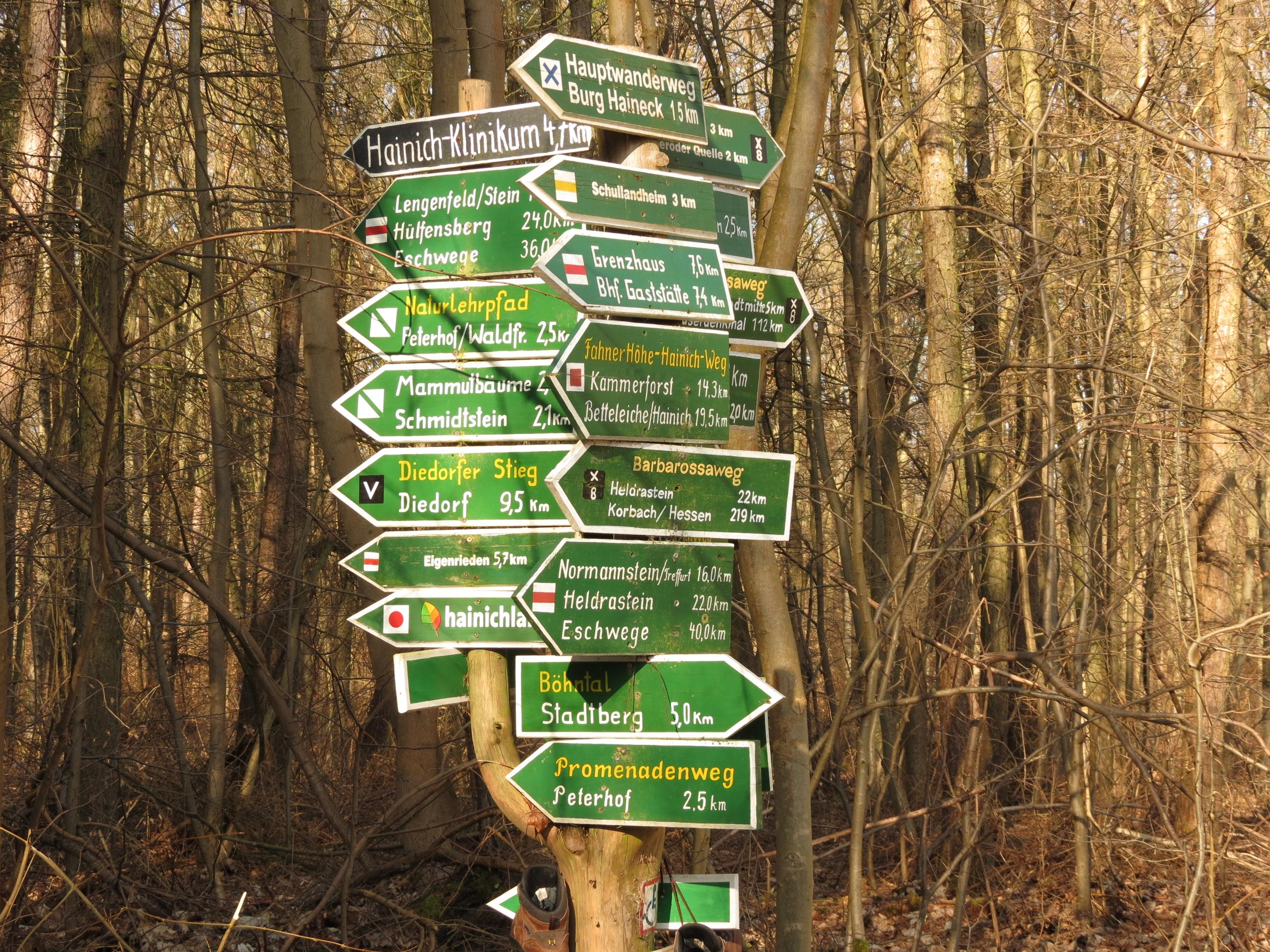
Zahlreiche, teilweise überregionale Wanderwege treffen am Weißen Haus zusammen

Mehrere regionale und überregionale Wanderwege führen durch den Mühlhäuser Stadtwald oder finden dort ihren Anfang. Am westlichen Ortsrand von Eigenrieden beginnen der Wanderweg entlang des Mühlhäuser Landgrabens sowie der Rennstieg, ein Höhenwanderweg entlang des Hainichkamms bis Behringen. Am Ostrand des Mühlhäuser Stadtwaldes führt der Waagebalkenweg entlang, eine alte Handelsroute, die die ehemalige Freie Reichsstadt mit dem Harthhaus bei Bad Langensalza verbindet und nun auch den Nationalpark Hainich tangiert. Auch der Barbarossaweg führt durch den Mühlhäuser Stadtwald. Er verbindet bedeutende Stationen aus dem Leben des Stauferkaisers Friedrich I. Barbarossa. Die zweite Etappe des am 13. Juli 2012 eingeweihten Hainichlandwegs verbindet das Hainichhaus bei Kammerforst mit Struth und führt durch den Mühlhäuser Stadtwald.
Am Nord- und Ostrand des Mühlhäuser Stadtwaldes befinden sich verschiedene Ausflugslokale, Kinder- und Altenheime, das Schullandheim „Waldschlösschen“ sowie ein Hirschgehege.

### Traditionen und Umweltbildung
Traditionspflege erfolgt durch Wandervereine wie etwa den 1882 gegründeten Mühlhäuser Waldverein oder die Mühlhäuser Wanderfalken. Dazu zählt zum Beispiel der ökumenische Waldgottesdienst an Güntzel's Ruh im Norden des Mühlhäuser Stadtwaldes. Eine wichtige Rolle spielen sie jedoch auch bei der Anlage und Pflege von Wanderwegen und Schutzhütten und damit bei der Erschließung des Mühlhäuser Stadtwaldes als Erholungsgebiet. Alljährlich wird am Weißen Haus auch die Mühlhäuser Holzfahrt ausgerichtet, ein traditionelles Waldfest, das mit Spielen rund ums Holz in den Wald lockt, sowie die vom Forstamt ausgerichteten Waldjugendspiele.
Seit 2004 besteht die Wald-Kindergruppe der Mühlhäuser Kindertagesstätte „Anne Frank“, die nach dem Prinzip der Waldkindergärten zwei Tage der Woche bei fast jedem Wetter im Mühlhäuser Stadtwald verbringt. Im Westen des Stadtwaldes wurde im Frühjahr 2007 in Zusammenarbeit der Stadt Mühlhausen mit der Schutzgemeinschaft Deutscher Wald (SDW) ein 1,9 ha großer sogenannter Schulwald eingerichtet. Der 125 Jahre alte Nadelholzbestand wurde in Parzellen aufgeteilt und dient Umweltbildungszwecken. Die Schüler der Mühlhäuser Nikolai-, Martini-, Petri- und Beruflichen Schulen pflanzen unter dem lichten Schirm der alten Nadelbäume einen Mix aus Laubhölzern und helfen damit beim Waldumbau. Der Forstort im Mühlhäuser Stadtwald ist thüringenweit der erste Schulwald.

### Besondere Geschichtsdaten

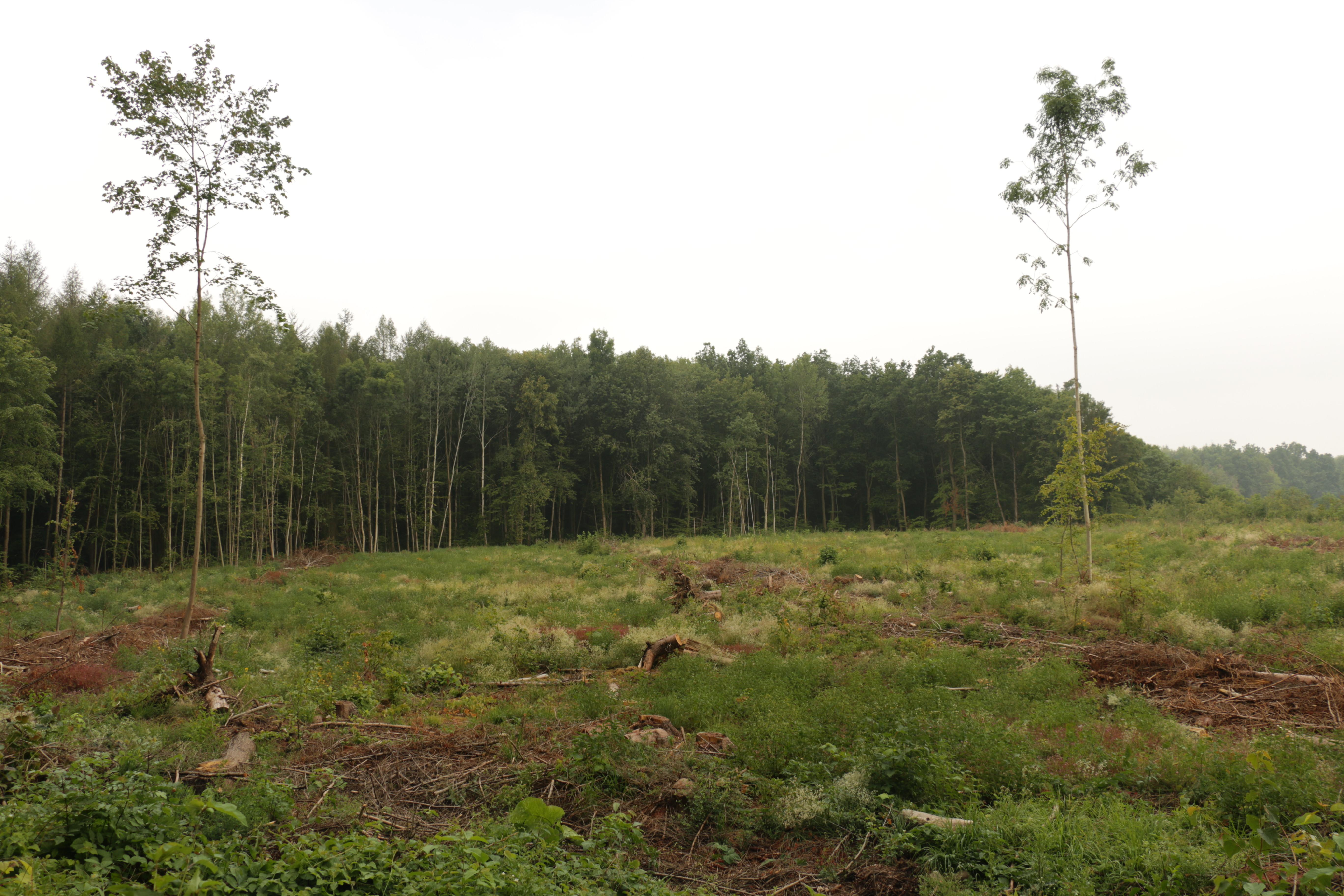
Kahlschlag nach Fichtensterben im Mühlhäuser Stadtwald 2019

Waldkindergarten im Stadtwald Mühlhausen (Thüringen).jpg
- Orkanartige Stürme vom 1. auf den 2. und vom 28. bis 31. Januar 1834 werfen 335 Klafter Holz (≈ 1000 Raummeter).[3]
- Am 24. Mai 1934 wurde am Ostrand des Mühlhäuser Stadtwaldes ein Bohrturm errichtet. Er diente der Suche nach Erdölvorkommen. Die Bohrung reichte am 1. Oktober desselben Jahres bis in eine Tiefe von 1002,65 m hinab und wurde wegen Erfolglosigkeit eingestellt.
- Im Oktober 2013 wurde ein Regionalkrimi veröffentlicht, der unter anderem im Mühlhäuser Stadtwald spielt.[4]
- Das Orkan-Tief Friederike verursachte am 18. Januar 2018 einen Schaden von etwa 3000 Festmeter. Vor allem Fichten wurden geworfen oder abgeknickt.[5]
- Der heiße und dürre Sommer 2018 verursachte ein umfangreiches Fichtensterben im Mühlhäuser Stadtwald.[6] An zahlreichen Rotbuchen ist trockenheitsbedingt Wipfeldürre festzustellen.